# 橢形光水蚤
橢形光水蚤（学名：Lucicutia oblonga）为光水蚤科光水蚤屬下的一个种。